# Angela Davis
Angela Yvonne Davis (født 26. januar 1944 i Birmingham, Alabama) er en amerikansk politisk aktivist, marxist, forfatter og akademiker. Angela Davis har særlig markeret sig med et langt forfatterskab, og som forkæmper for rettigheder for sorte, kvinder, homoseksuelle og fængselsfanger. Hun har endvidere været tilknyttet De Sorte Pantere og var en fremtrædende deltager i den amerikanske borgerrettighedsbevægelse. Hun har været prominent medlem af det amerikanske kommunistparti, som hun forlod i 1991, og var med til at grundlægge Committees of Correspondence for Democracy and Socialism (CCDS).
Angela Davis blev involveret i den meget omtalte kriminalsag om drabet på dommeren Harold Haley i 1970, da retstekniske undersøgelser slog fast, at Haley var blevet dræbt af skud fra et skydevåben, der tilhørte Davis. Davis blev anholdt og fængslet efter en større eftersøgning, men blev efterfølgende frikendt for medvirken til drabet.
Davis var professor ved University of California indtil 2008. Hun er en flittig debattør og taler, særlig ved græsrodsarrangementer og tilsvarende fora. Hun har været særlig aktiv i kampagner for politiske fanger og omkring fængselsforhold i USA.

## Eksterne links
- Angela Yvonne Davis Af Torkil Lauesen (Leksikon.org)
- Angela Davis En linksamling til biografier, artikler, bøger på dansk m.m. (Modkraft.dk)